# Abu Ghosh
Abu Ghosh é uma município de Israel na região de Jerusalém, com 5.200 habitantes (censo 2003). A maioria dos moradores são árabes muçulmanos, com uma pequena minoria de cristãos. Abu Ghosh é conhecida pelo festival anual de música clássica. A vila é também um ponto turístico no caminho a Jerusalém, com muitos restaurantes palestinos que servem húmus de uma receita local e paisagem de florestas e plantações de oliveiras.

## Ver também

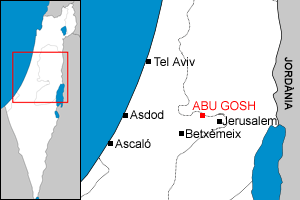
Abu Ghosh.